# België op het Junior Eurovisiesongfestival 2003
België nam deel aan het Junior Eurovisiesongfestival 2003 in Kopenhagen, Denemarken. Het was de eerste editie van het festival voor kinderen. De selectie verliep via Eurosong for Kids 2003. De VRT was verantwoordelijk voor de Belgische bijdrage voor de editie van 2003.

## Selectieprocedure
Voor de eerste editie van het Junior Eurovisiesongfestival mocht VRT een vertegenwoordiger kiezen. Dit in navolging van het eerste Eurovisiesongfestival, waar de Franstalige openbare omroep als eerste mocht kiezen. Er werd geopteerd voor een jongerenversie van het populaire Eurosong. Zodoende was Eurosong for Kids 2003 de Belgische preselectie voor het eerste Junior Eurovisiesongfestival. Uit tien finalisten kwam X!NK als winnaar uit de bus met het nummer De vriendschapsband.

## Eurosong for Kids 2003

### Halve finales
7 september 2003
| Plaats | Artiest   | Lied                | Punten |
| ------ | --------- | ------------------- | ------ |
| 1      | Laura     | Wees zeker          | 79     |
| 2      | Martijn   | Ik word je popidool | 76     |
| 2      | X!NK      | De vriendschapsband | 76     |
| 4      | Charlotte | Hey kids hier       | 62     |
| 5      | Kia       | Geen antwoord       | 57     |

14 september 2003
| Plaats | Artiest    | Lied              | Punten |
| ------ | ---------- | ----------------- | ------ |
| 1      | Tonya      | Hé doe maar mee   | 77     |
| 2      | Remi       | Duizend dromen    | 76     |
| 3      | Simon MC   | Rapklap           | 68     |
| 4      | Twin Girls | Plezier voor twee | 66     |
| 5      | Jelly Pie  | Groen             | 63     |

### Finale
21 september 2003
| Plaats | Artiest | Lied                | Punten |
| ------ | ------- | ------------------- | ------ |
| 1      | X!NK    | De vriendschapsband | 79     |
| 2      | Tonya   | Hé doe maar mee     | 76     |
| 3      | Laura   | Wees zeker          | 68     |
| 4      | Remi    | Duizend dromen      | 66     |
| 5      | Martijn | Ik word je popidool | 61     |

## In Kopenhagen
Op het Junior Eurovisiesongfestival trad X!NK als elfde van zestien acts aan, na die van Roemenië en voor die van het Verenigd Koninkrijk.

### Gekregen punten

#### Finale
De band eindigde op de zesde plaats, met 83 punten. België kreeg één maal het maximum van twaalf punten; uit buurland Nederland.
| 12 punten   | 10 punten                     | 8 punten                 | 7 punten                   | 6 punten                                                  |
| ----------- | ----------------------------- | ------------------------ | -------------------------- | --------------------------------------------------------- |
| - Nederland |                               | - Spanje                 | - Wit-Rusland - Denemarken | - Kroatië - Noord-Macedonië - Polen - Verenigd Koninkrijk |
| 5 punten    | 4 punten                      | 3 punten                 | 2 punten                   | 1 punt                                                    |
| - Zweden    | - Letland - Noorwegen - Malta | - Griekenland - Roemenië | - Cyprus                   |                                                           |